# 格陵兰 (欧洲议会选区)
格陵兰选区是欧洲议会选举中的一个选区，该选区有1名议员席次。但随着格陵兰于1985年退出欧洲各共同体，该选区已经作废。

## 议员代表
| 选举年份           | 选举年份 | 获选人    | 所属政党 |
| ------------------ | -------- | --------- | -------- |
|                    | 1979年   | 芬恩·林格 | 前进党   |
| 1984年（选区取消） |          | 芬恩·林格 | 前进党   |

## 选举历史

### 1979年选举
1979年选举是欧洲议会成立来的首次选举，于1979年6月9日开始投票。
格陵兰选区共计有29,188名合格选民，最终由前进党的芬恩·林格获胜当选。

### 1984年选举
1984年欧洲选举是欧洲议会第二次选举，于1984年6月14日开始投票。
格陵兰共计有34,653名合格选民，前进党的芬恩·林格再度获选。
但在格陵兰于1985年2月1日宣布退出欧洲各共同体后，芬恩·林格的席次转交给了丹麦的社会主义人民党。